# Rob Hulse
Robert William "Rob" Hulse, född 25 oktober 1979 i Crewe, England, är en engelsk professionell fotbollsspelare. Han har totalt spelat fler än 360 ligamatcher och gjort fler än 120 mål som anfallsspelare för sju olika klubbar och spelade senast för Queens Park Rangers.